# Буј Переј
Буј Переј (фр. Bouilh-Péreuilh) насеље је и општина у јужној Француској у региону Миди Пирене, у департману Горњи Пиринеји која припада префектури Тарб.
По подацима из 2011. године у општини је живело 102 становника, а густина насељености је износила 12,99 становника/km². Општина се простире на површини од 7,85 km². Налази се на средњој надморској висини од 340 метара (максималној 351 m, а минималној 219 m).

## Демографија
| 1962. | 1968. | 1975. | 1982. | 1990. | 1999. | 2011. |
| ----- | ----- | ----- | ----- | ----- | ----- | ----- |
| 80    | 84    | 84    | 93    | 90    | 88    | 102   |

График промене броја становника у току последњих година